# Аверкий (летописец)
Аверкий (ранее 1661 — ок. 1692) — земский дьячок Благовещенского погоста (р. Вага), автор летописных текстов.

## Биография
Данных о биографии Аверкия почти не сохранилось. Известно, что он исполнял обязанности дьячка Благовещенской церкви. Время его жизни восстанавливается по его летописным записям. К 1661 г. он был уже достаточно взрослым, чтобы исполнять обязанности дьячка, после 1691 г. записей он уже не вел, а в 1693 г. его работу продолжил другой человек. Отдельные сведения о себе он отмечает в летописи попутно, к примеру, в 1670—1671 г. он участвовал в строительстве торгового двора на погосте.

## Летописные записи
В качестве основы для своего сочинения Аверкий взял общерусские летописные своды и периодически на отдельных листках стал дополнять их собственными записями. Они составили своеобразную местную летопись, в которой нашла отражение административная, хозяйственная и культурная жизнь погоста. Московские события практически не описываются Аверкием. Исключение составили сообщения о восстании в Москве 1682 г. и запись о рождении царевича Алексея Петровича.

### Издание
- Тихомиров М. Н. Заметки земского дьячка второй половины XVII века // ИА. 1939. Т. 2. С. 93—100.

### Исследования
- Буганов В. И. О Летописные известия о Московском восстании 1682 г. // Новое о прошлом нашей страны: Сб. статей. М., 1967. С. 314—315; 2
- Богданов А. П. Начало Московского восстания 1682 г. в современных летописных сочинениях // Летописи и хроники. 1984 г. М., 1984. С. 133—136.